# Gaston Schoukens
Gaston Schoukens (ou Felix Bell ou Félix Bell), né à Bruxelles le 5 février 1901 et mort dans la même ville le 7 avril 1961 , est un réalisateur belge.

## Biographie
Gaston Felix Schoukens naît à Bruxelles le 5 février 1901, au domicile de ses parents du no 169 de la rue d'Anderlecht. Son père, Pieter Schoukens, alors aubergiste, mais auparavant garçon-voiturier, était né en 1861 à Vlezenbeek, village du Payottenland d'où était également originaire son épouse, née en 1858, Barbara Bellemans. Ils s'étaient mariés à Bruxelles en 1887, alors qu'ils habitaient déjà tous deux dans la ville.
Le pseudonyme de Félix Bell dont il fera parfois usage est donc son second prénom officiel, Félix, avec les premières lettres Bell du nom de sa mère Bellemans.
En 1926, Gaston Schoukens a 25 ans quand il se fait connaître avec sa première comédie Monsieur mon chauffeur. En 1930, il réalise La Famille Klepkens, considéré comme le premier film sonore belge (le son est enregistré sur disque microsillon).
En 1931, il réalise le premier long métrage belge utilisant le son optique qui rassemble musique et images sur un même support, dans Le plus joli rêve.
En 1932, il tourne Le Cadavre no 5, avec Fernand Crommelynck, Édouard Bréville, Marguerite Daulboys, Lucien Mussière et Zizi Festerat.
Gaston Schoukens a été pendant près de trente ans la figure de proue du cinéma belge populaire. De fait il aborde un peu tous les genres, le documentaire (Le Football belge, 1922, La Grand'Place de Bruxelles, 1943), le film d’art (Nos peintres, 1926), le mélodrame (Tu ne sauras jamais, 1927), le drame patriotique (Les Croix de l’Yser, 1928, coréalisé avec Paul Flon) ou les comédies débridées, telles En avant la musique (1935) ou Bossemans et Coppenolle (1938).
Il est réputé pour ses farces en accent bruxellois, démarche proche de Marcel Pagnol à Marseille, qui ont eu un grand succès auprès du public, ce qui permettait à Schoukens d'autofinancer des films que les critiques de l'époque n'appréciaient pas. Par exemple : Les Quatre Mousquetaires (1934)
Son film C'était le bon temps (1936) fut le plus grand succès des années 1930 en Belgique, seulement dépassé par Blanche-Neige et les Sept Nains de Walt Disney. Grégory Lacroix, chercheur en histoire du cinéma à l'ULG, écrit cependant que « ses comédies populaires, qui amusèrent les foules avant la Seconde Guerre mondiale, finissent par lasser le public et apparaissent comme des comédies du dimanche pantouflardes ».
Paul Flon est souvent le directeur de la photographie de Gaston Schoukens.
Gaston Schoukens sort en 1955 « Un soir de joie » ; un film humoristique qui retrace l’histoire du « faux Soir ». Il y présente le canular de Marc Aubrion (dit « Yvon ») comme le summum de la zwanze bruxelloise afin de tourner l’occupant en dérision. Le film reçoit un immense succès du public, lors de sa sortie en salle. Quant à la critique, elle se divisa entre ceux qui trouvaient le film trop « léger » et ceux qui saluèrent l’évocation de la zwanze en brusseleir du quartier des Marolles.
Il meurt le 7 avril 1961 à 60 ans, et est inhumé le 11 avril au cimetière de Laeken.

## Filmographie
- 1921 : La Prestidigation
- 1922 : Le Football belge
- 1923 : La Semois
- 1923 : L'Art de la poterie
- 1923 : Avec tambours et trompettes
- 1924 : La Grand'Place de Bruxelles
- 1925 : Florence
- 1926 : Pédagogie
- 1926 : Nos peintres (Onze schilders)
- 1926 : Monsieur mon chauffeur
- 1926 : Le Mariage princier
- 1926 : De begrafenis van Kardinaal Mercier
- 1928 : Les croix de l'Yser
- 1928 : Carrières
- 1929 : La Famille Klepkens
- 1929 : Cinq heures en ballon
- 1929 : Breughel
- 1931 : Le plus joli rêve
- 1932 : Le Cadavre no 5
- 1933 : Si tu vois mon oncle
- 1934 : Un gosse pour 100.000 francs
- 1934 : Mes bretelles
- 1934 : Les Quatre Mousquetaires
- 1934 : Inhuld van Z.M. Leopold III te Brussel (Joyeuse entrée de S.M. Léopold III à Bruxelles)
- 1935 : Laat me dat eens zien (Une revue flamande)
- 1935 : En avant la musique
- 1936 : C'était le bon temps
- 1938 : Visages de France
- 1938 : Mon père et mon papa
- 1938 : L'Empoisonneuse
- 1939 : Zig-zag
- 1939 : Ceux qui veillent
- 1939 : Monsieur Bossemans (Bossemans et Coppenolle)
- 1939 : Gardons notre sourire (Ersatz et Kommandantur)
- 1944 : Naissance d'une cité (documentaire)
- 1946 : Les Invités de huit heures
- 1947 : Vivent les femmes (Leve de vrouwtjes!)
- 1955 : Un soir de joie
- 1956 : L'amour est quelque part... en Belgique (aussi monteur sous le nom de Félix Bell)
- 1958 : Expo en avant! (comme Félix Bell)
- 1959 : Un week-end fantastique
- 1959 : Scandale à la Belgique Joyeuse